# مايك جيبسون
مايك جيبسون (بالإنجليزية: Mike Gibson)‏ (و. 1985  م) هو لاعب كرة قدم أمريكية، من الولايات المتحدة، ولد في نابا، كاليفورنيا، يلعب كحارس ‏.

## التعليم
تعلم في Napa High School ‏.

## روابط خارجية
- مايك جيبسون على موقع مرجع كرة القدم المحترفة.كوم (الإنجليزية)